# Трайчо Станчев
Трайчо Манев Станчев или Станчов е български революционер, щипски деец на Вътрешната македоно-одринска революционна организация.

## Биография
Станчев е роден в град Щип, в Османската империя, днес в Северна Македония. Работи като български учител в Щип и към 1905 година е главен учител. Негов ученик е Иван Михайлов.
Същевременно се занимава и с революционна дейност и влиза във ВМОРО. Към 1899 година е един от ръководителите на съсипаната от Винишката афера Революционна организация в Щип.
В 1941 година Станчев участва в създаването на Българските акционни комитети и е член на местния комитет в родния му град. Заедно с доктор Богдан Попгьорчев организира пробългарско събрание в Неготино.